# 小林恵子
小林 恵子（こばやし けいこ、1978年8月5日 - ）は、日本のフリーアナウンサー。ライムライト所属。

## 経歴
東京都多摩市出身。明治学院大学卒業後の2001年4月、新潟放送にアナウンサーとして入社。4年目の2004年10月23日、ラジオで生放送ニュースを担当中に新潟県中越地震が発生。とっさに常日頃から暗記していた地震時のアナウンスマニュアルを思い出し、県民に冷静に対応するよう繰り返し伝えた。
2005年4月、新潟放送を退社し帰京、ライムライトに所属する。直後WOWOWに契約アナウンサーとして派遣され、2年間勤務した。現在は完全な事務所所属フリーランスとなっている。また、二児の母でもある。

## 主な過去の担当番組
- ウィークエンドi「こばけいのオッケイクッキング」（新潟放送テレビ）
- BSNニュースワイド（新潟放送テレビ）
- ハロー!!ジャンボサタデー（新潟放送ラジオ）
- モーニングピアス（新潟放送ラジオ）
- キンラジ（新潟放送ラジオ）
- スペインサッカー～リーガワールド～（WOWOW）
- JFNニュース（JFN）
- アジアクロスロード（NHK BS1、出演期間 2008年4月7日 - 2010年2月12日） - 岩渕梢と交替で担当。
- 女神のマルシェ（日本テレビ、一度目の産休明けからの出演） - プレゼンター
- 地モトTV おかえり（イッツ・コミュニケーションズ、一度目の産休明けからの出演）
- L4 YOU!（テレビ東京、2014年4月1日 - ） - セレクションキャスター